# Кендіс Аллен
Кендіс Аллен (нар. 1950) — американська письменниця, політична діячка, культурна критика та сценаристка, яка живе в Лондоні. Вона була першою афроамериканкою, яка стала членом Гільдії режисерів Америки. Вона є племінницею актриси й драматичного тренера Біллі Аллена, а також колишня дружина британського диригента сера Саймона Реттла.

## Біографія
Кендіс Аллен народилася в Бостоні, штат Массачусетс, у 1950 році, коли їй було шість років, разом із сім'єю переїхала до Стемфорда, штат Коннектикут. Вона здобула ступінь бакалавра в Гарвардському університеті, де наприкінці 1960-х — на початку 70-х років вона зіграла важливу роль у створенні кафедри афро- та афроамериканських досліджень, перш ніж вступити до Нью-Йоркського університету, Школи кіно і телебачення, вона стала першою афроамериканкою жінкою членом Гільдії режисерів Америки.
У 1970-х вона переїхала до Лос-Анджелеса, штат Каліфорнія, де протягом двадцяти років працювала асистентом режисера художніх і телевізійних фільмів, а згодом — сценаристом. Вона була засновницею Reel Black Women, професійної організації афроамериканських жінок у кіно. Вона також створила та протягом чотирьох років керувала консультативною групою для молодих темношкірих жінок у старшій школі Джордан в Уотсі.
Аллен переїхав до Великобританії в 1994 році і був одружений (8 січня 1996 – 2004) з британським диригентом Саймоном Реттлом.

## Письменницька кар'єра
Її перша книга, вигадана біографія про афроамериканку-джазову трубачу Валаїду Сноу, була опублікована у видавництві Virago Press у 2004 році. У Валайді Аллен «оживила надзвичайну жінку, що працює в переважно чоловічому світі». Рецензуючи роман для JazzTimes, Ґвен Анселл написала: «Аллен займається тим, що могло б відчувати — думати й грати соло; гастролює депресивними, расистськими південними містами; торгується з агентами та менеджерами. Вона ставиться до Сноу насамперед як до музиканта. Кривий, втомлена дотепність залаштункової розмови звучить правдиво, а деталі розгортаються перед захоплюючою панорамою джазових і водевільних сцен до 1960-х років. У цьому використанні великим планом на насиченому, інтенсивному візуальному тлі, у частих перетинах та сценах із спогадами, Аллен сценарист дуже очевидний. І хоча книга залишається романтичною, вона складніша за більшість і, безперечно, її варто прочитати».
Нещодавня робота Аллена, відома соул-музика: пульс перегонів та музики, опублікована Gibson Square Press у 2012 році, була описана як «частина подорожі, частково спогади, частково маніфест», відповідно до огляду в New Стейсмен, «Аллен просто відкриває свої вуха і розум з подиву від усього, що вона бачила і чула, радіючи, а також ставлячи під сумнів цінності та переконання, які привели її туди, де вона є».
Вона регулярно пише для The Guardian та інших газет. Також є співавтором антології «Нові дочки Африки» 2019 року під редакцією Маргарет Басбі.

## Громадська позиція
Через організацію «Американці за кордоном для Обами» Аллен була активним борцем за обрання Барака Обами в 2008 році, а згодом стала частим коментатором культури, раси та політики США на радіо і телебаченні.
Аллен є членом правління Chineke! Фундамент.